# Pirâmide de Akapana

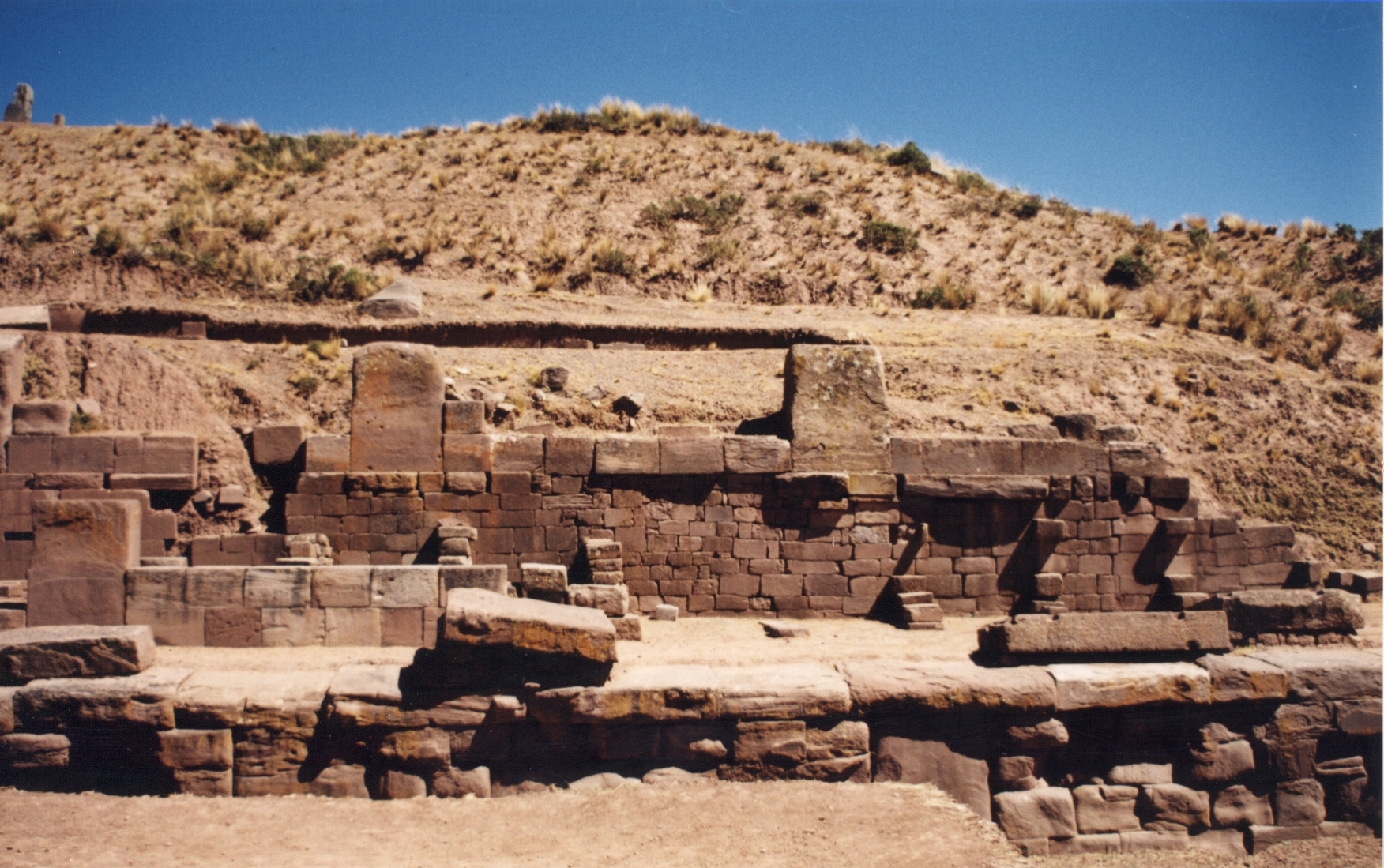
Vista parcial das ruínas da Pirâmide de Akapana, em Tiwanaku

Akapana está localizada nas Ruínas Arqueológicas de Tiwanaku, Bolívia. A pirâmide Akapana, é um dos maiores edifícios da cultura Tiwanaku. As suas dimensões gerais são: 194,14 m de largura, 182,4 metros de comprimento e uma altura de 18 m, cobrindo uma área de 28.436,56 m². Ela é composta de sete níveis de plataformas contidas por paredes de arenito esculpido.
O primeiro a observar o sistema de construção desta estrutura monumental foi o Marquês de Naidaillac, em 1883, afirmando que se tratava de um edifício com sucessivos terraços, um acima do outro, composto por paredes sólidas comparando-a com pirâmides mesoamericanas. Também é o primeiro a dimensioná-la através de um cálculo de 150 pés (45 m).
Akapana foi a pirâmide que sofreu severa e constante 'degradação' nas ruínas de Tiwanaku com a invasão dos espanhóis (saiba mais em história da Bolívia. Já na era colonial começou a "desmontar" o topo da pirâmide, que sofreu a maior devastação como resultado da ambição dos caçadores de tesouros. Desta forma, era uma espécie de abertura de cratera na parte superior que ainda hoje continua a ser prova de vandalismo e destruição. Esta depressão tornou-se um pequeno lago que quando transborda, causa sérios danos às estruturas vizinhas.
No início do século, havia apenas algumas escavações em que descobriram algumas partes das paredes e a parte de uma estrutura hidráulica chamado de "cloca máxima". Consistia em um canal de drenagem localizado no sudeste do topo da pirâmide, descendo em direção sul do mesmo, seguindo o perfil escalonado. Infelizmente, existem poucos relatos desses registros.
Em 1972, o Sr. Jorge Arellano fez uma primeira sondagem na pirâmide, utilizando técnicas geofísicas. Mais tarde, no ano de 1976-1979, o arqueólogo Gregorio Cordero Miranda, escavando a leste da pirâmide, viu que a primeira e segunda parede da pirâmide estavam quase inteiras, enquanto a terceira, tinha apenas alguns restos de seus blocos.
Em tempos mais recentes, durante os anos de 1988 e 1989, o "Seminario Internacional de Excavaciones Arqueológicas en Tiwanaku", evento liderado pelo arqueólogo americano A. Kolata, começou a escavar uma seção do lado norte e, em seguida, também no oeste. Também realizou escavações no topo da pirâmide, o que confirma a existência de sete níveis e/ou plataformas desta grande estrutura. Foi confirmada a existência de um "coletor principal" que fora descoberto no começo do século, apesar de praticamente desmontado e quase totalmente destruído. Além disso, foi verificado que no "setor" norte foram exumados inúmeros enterros. Analisando cuidadosamente, descobriram que muitos desses corpos correpondem a datas muito posteriores a construção da pirâmide.